# Гензель, Павел Петрович
Павел Петрович Гензель (нем. Paul Julius Alfons Christopher Haensel; 1878—1949) — российский и американский финансист и экономист, профессор Московского университета.

## Биография
Родился 27 января (8 февраля) 1878 года в Москве в купеческой семье потомственных почётных граждан евангелическо-лютеранского вероисповедания. Окончил с золотой медалью Московскую практическую академию коммерческих наук (1896), сдал экзамены на аттестат зрелости в 6-й московской гимназии и поступил на юридический факультет Московского университета, который окончил в 1902 году с дипломом 1-й степени. Ученик И. Х. Озерова.
Защитив диссертацию «Налог с наследства в Англии: исследование по истории английских финансов» на учёную степень магистра финансового права (1907), получил место приват-доцента на юридическом факультете Московского университета.
Защитил диссертацию «Новейшие течения в коммунальном обложении на Западе» на учёную степень доктора финансового права (1909).
Состоял профессором Московского университета по кафедре финансового права: с 1911 — экстраординарный профессор, с 1914 — экстраординарный профессор. Одновременно, деканом экономического отделения Московского коммерческого института (1908—1916). Член совета Государственного банка (апрель 1916—1917).
В марте 1917 года на основании предложения Министерства народного просвещения согласно прошению был уволен от занимаемой должности в Московском университете, но в декабре 1917 года вновь участвовал в заседании юридического факультета в качестве ординарного профессора. В 1918 году назначен ординарным профессором по кафедре финансового права МГУ. Штатный профессор по общефакультетской кафедре государственного и коммунального хозяйства Факультета общественных наук МГУ (1919—1923), штатный профессор кафедры науки о финансах ФОН МГУ (с 1924).
Консультант Наркомата финансов и начальник финансового отдела Института экономических исследований при Наркомфине в Москве (1921—1928). В это же время, с 1919 года был профессором кафедры государственного и коммунального хозяйства факультета общественных наук МГУ.
В 1928 году, выехав преподавать в Европу (приглашённый лектор в Лондонской школе экономики), решил не возвращаться в СССР. Читал лекции в университете Грацком университете (1929—1930), откуда эмигрировал в США. Профессор Северо-Западного университета в Чикаго (1930—1943). Профессор Университета Виргинии (1943—1948).
Умер 28 февраля 1949 года во Фредериксберге (штат Вирджиния).
В библиотеке Гуверовского института хранятся 14 коробок личного архива Гензеля.

## Труды
- «Налог с наследства в Англии» (1907; магистерская диссертация);
- «Новые течения в коммунальном обложении на Западе» (1909; докторская диссертация);
- «Новый вид местных налогов: специальное обложение» (1902);
- «Библиография финансовой науки» (1908);
- «История английского бюджета» («Научное Слово», 1903);
- «Очерки по истории финансов» (1913).
- Финансовая реформа в России. Вып. 3. — Пг. : Тип. ред. период. изд. м-ва финансов, 1917. — [2], 123 с.
- Система налогов Советской России — М. ; Л. : Экон. жизнь, 1924. — 86 с. : табл. — (Экономическая библиотека).
- Налоговое бремя в СССР и иностранных государствах : (очерки по теории и методологии вопроса) / Составили: П. П. Гензель, П. В. Микеладзе, В. Н. Строгий и К. Ф. Шмелев ; Институт экономических исследований НКФ СССР. Труды финансовой секции. — Москва : Финансовое изд-во, 1928. — 184 с.
- The Economic Policy of Soviet Russia. (London: P. S. King & Son, Limited, 1930. vii, 190 p. 1st ed.)[Комм 1]
- The sales tax in Soviet Russia. (The tax magazine, Jan 1936)
- The public finance of the Union of Soviet Socialist Republics. (The tax magazine, 1938)
- Recent changes in the Soviet tax system. (The tax magazine, Nov 1941)
- Налогообложение в России времен НЭПа : избр. ст. — Москва : О-во купцов и промышленников России, 2006. — 375, [4] с. : портр., табл. — (Экономическая история России) — ISBN 5-98889-007-5

## Комментарии
1. ↑  Детально рассмотрев экономику России до и после октябрьской революции 1917 года показал несоответствие между новой ценовой политикой и политикой в области заработной платы, отметив что средняя заработная плата рабочих и служащих стала ниже прожиточного уровня.